# Мария Мстиславна (владимирская)
Мария Мстиславна (Агафья в монашестве; ок. 1185/1189 — 24 января 1221) — княгиня новгородская, затем великая княгиня владимирская, дочь смоленского князя Мстислава Романовича Старого.

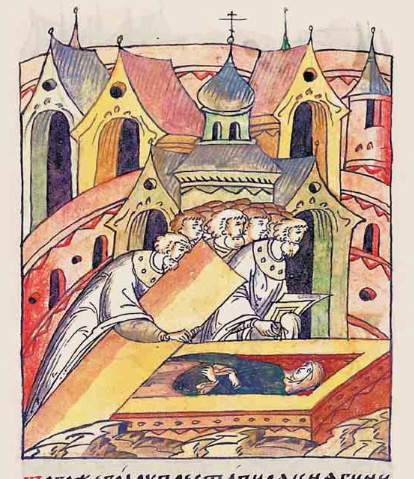
Смерть Агафьи Мстиславны. Лицевой летописный свод

15 октября 1195 года вышла замуж во Владимире за десятилетнего Константина Всеволодовича, старшего сына великого князя владимирского Всеволода Юрьевича Большое Гнездо. В браке у них родилось трое сыновей: Василько, Всеволод и Владимир. В 1218 году Константин Всеволодович скончался, после чего постриглась в монахини, взяв имя Агафья. Умерла 24 января 1221 года, погребена в Успенском соборе в Ростове.